# 甲南町

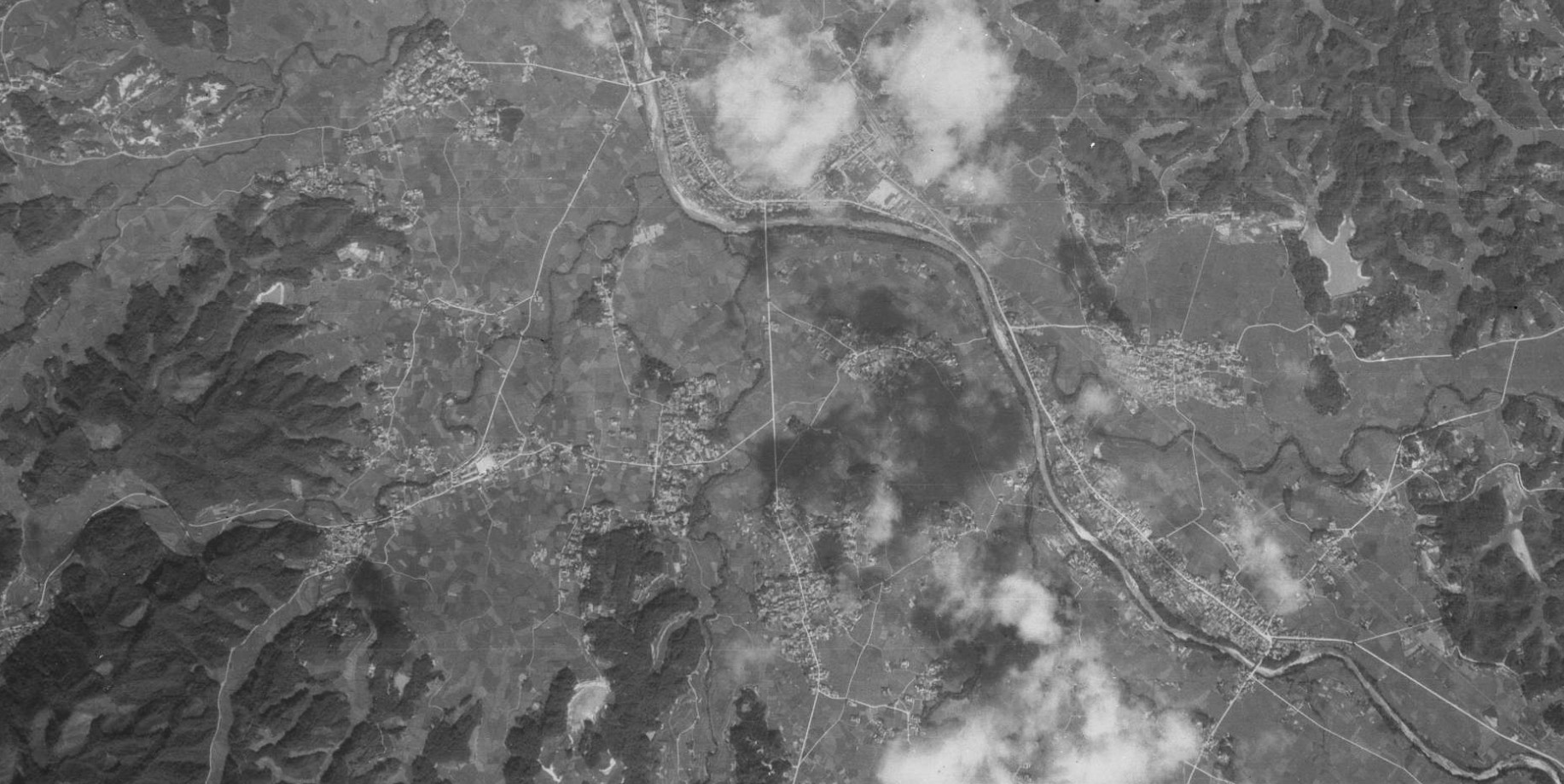
1947年の航空写真

甲南町（こうなんちょう）は、かつて滋賀県の南東（甲賀地方）に存在した町。甲賀流の忍者で有名。
2004年10月1日に、水口町、土山町、甲賀町、甲南町、信楽町が合併して甲賀市（こうかし）となったため廃止した。現在は「甲賀市甲南町」として地名に残る。

## 地理
- 山:岩尾山 等
- 河川: 杣川・佐治川・杉谷川・水谷川・浅野川・大日川等

越中富山と並ぶ近江売薬の発祥地で、製薬業が盛ん。また茶園も広がっている。

## 歴史
- 1943年（昭和18年）2月11日 - 寺庄町・竜池村・南杣村・宮村が合併して発足。
- 2004年（平成16年）10月1日 - 水口町・土山町・甲賀町・信楽町と合併して甲賀市が発足。同日甲南町廃止。

### 町名の由来
甲賀郡の南に位置したことによる。

## 姉妹都市
- デウィット市・デウィットチャータータウンシップ（アメリカ合衆国 ミシガン州）
  - 1994年4月28日に姉妹都市提携。
  - 甲賀市となった後、2005年11月19日に再び姉妹都市提携。
- 望月町 (長野県北佐久郡)
  - 甲賀市となった後、望月町との提携を佐久市（長野県）が継承[2]。

## 教育
中学校
- 甲南町立甲南中学校

小学校
- 甲南町立第一小学校
- 甲南町立第二小学校
- 甲南町立第三小学校
- 甲南町立中部小学校
- 甲南町立希望ケ丘小学校

## 交通

### 鉄道路線
- JR草津線 甲南駅 - 寺庄駅

### 道路
- 国道307号
- 滋賀県道・三重県道4号草津伊賀線

## 名所・旧跡・観光スポット・祭事・催事
社寺等
- 矢川神社（町指定文化財 - 太鼓橋、県指定文化財 - 襖絵、楼門）
- 新宮神社（重要文化財 - 表門）
- 檜尾神社（三間社の本殿）
- 檜尾寺（重要文化財 - 千手観音立像）
- 嶺南寺（重要文化財 - 木造地蔵菩薩坐像）
- 浄福寺（峯之堂）（重要文化財 - 千手観音坐像）
- 六角堂（杣6地蔵第一番）
- 正福寺（重要文化財 - 十一面観音立像、釈迦如来坐像、町指定文化財 - 地蔵菩薩坐像、宝篋印塔）
- 伊勢廻寺（重要文化財 - 十一面観音立像及び両脇侍立像）
- 福竜寺（甲賀西国巡礼所の一つ）（重要文化財 - 十一面観音立像）
- 誓蓮寺（重要文化財 - 薬師如来坐像、町指定文化財 - 阿弥陀如来坐像、大般若経102帖）
- 大日堂（県指定文化財 - 大日如来坐像）

その他歴史的建造物
- 甲賀流忍術屋敷（日本遺産）
- 旧寺庄銀行（旧滋賀銀行甲南支店）（ウィリアム・メレル・ヴォーリズ設計）（登録有形文化財）
- 仁木家住宅洋館（登録有形文化財）

歌碑・句碑
- 行く春を淡海の人と惜しみけり（芭蕉）（岩尾山）
- 甲賀衆のしのびの賭や夜半の秋（蕪村）（矢川神社）